# Llista d'asteroides/201801-201900
| Nom      | Designació provisional | Data de descobriment   | Lloc de descobriment | Descobridor/s |
| -------- | ---------------------- | ---------------------- | -------------------- | ------------- |
| 201801 - | 2003 WM192             | 20 de novembre de 2003 | Socorro              | LINEAR        |
| 201802 - | 2003 XL3               | 1 de desembre de 2003  | Socorro              | LINEAR        |
| 201803 - | 2003 XX3               | 1 de desembre de 2003  | Socorro              | LINEAR        |
| 201804 - | 2003 XL6               | 3 de desembre de 2003  | Socorro              | LINEAR        |
| 201805 - | 2003 XM13              | 14 de desembre de 2003 | Palomar              | NEAT          |
| 201806 - | 2003 XL14              | 15 de desembre de 2003 | Socorro              | LINEAR        |
| 201807 - | 2003 XC19              | 14 de desembre de 2003 | Kitt Peak            | Spacewatch    |
| 201808 - | 2003 XX19              | 14 de desembre de 2003 | Kitt Peak            | Spacewatch    |
| 201809 - | 2003 XK20              | 14 de desembre de 2003 | Kitt Peak            | Spacewatch    |
| 201810 - | 2003 XL26              | 1 de desembre de 2003  | Socorro              | LINEAR        |
| 201811 - | 2003 XT30              | 1 de desembre de 2003  | Kitt Peak            | Spacewatch    |
| 201812 - | 2003 YY1               | 18 de desembre de 2003 | Nashville            | R. Clingan    |
| 201813 - | 2003 YN5               | 16 de desembre de 2003 | Catalina             | CSS           |
| 201814 - | 2003 YN12              | 17 de desembre de 2003 | Socorro              | LINEAR        |
| 201815 - | 2003 YH15              | 17 de desembre de 2003 | Socorro              | LINEAR        |
| 201816 - | 2003 YO15              | 17 de desembre de 2003 | Kitt Peak            | Spacewatch    |
| 201817 - | 2003 YG17              | 17 de desembre de 2003 | Kitt Peak            | Spacewatch    |
| 201818 - | 2003 YJ19              | 17 de desembre de 2003 | Kitt Peak            | Spacewatch    |
| 201819 - | 2003 YT20              | 17 de desembre de 2003 | Kitt Peak            | Spacewatch    |
| 201820 - | 2003 YO25              | 18 de desembre de 2003 | Socorro              | LINEAR        |
| 201821 - | 2003 YR25              | 18 de desembre de 2003 | Socorro              | LINEAR        |
| 201822 - | 2003 YW25              | 18 de desembre de 2003 | Socorro              | LINEAR        |
| 201823 - | 2003 YX26              | 16 de desembre de 2003 | Anderson Mesa        | LONEOS        |
| 201824 - | 2003 YH29              | 17 de desembre de 2003 | Kitt Peak            | Spacewatch    |
| 201825 - | 2003 YN29              | 17 de desembre de 2003 | Kitt Peak            | Spacewatch    |
| 201826 - | 2003 YT29              | 17 de desembre de 2003 | Kitt Peak            | Spacewatch    |
| 201827 - | 2003 YG30              | 18 de desembre de 2003 | Socorro              | LINEAR        |
| 201828 - | 2003 YP30              | 18 de desembre de 2003 | Socorro              | LINEAR        |
| 201829 - | 2003 YP32              | 18 de desembre de 2003 | Haleakala            | NEAT          |
| 201830 - | 2003 YX49              | 18 de desembre de 2003 | Socorro              | LINEAR        |
| 201831 - | 2003 YK53              | 19 de desembre de 2003 | Socorro              | LINEAR        |
| 201832 - | 2003 YD54              | 19 de desembre de 2003 | Kitt Peak            | Spacewatch    |
| 201833 - | 2003 YQ57              | 19 de desembre de 2003 | Socorro              | LINEAR        |
| 201834 - | 2003 YS57              | 19 de desembre de 2003 | Socorro              | LINEAR        |
| 201835 - | 2003 YB59              | 19 de desembre de 2003 | Socorro              | LINEAR        |
| 201836 - | 2003 YA61              | 19 de desembre de 2003 | Socorro              | LINEAR        |
| 201837 - | 2003 YE61              | 19 de desembre de 2003 | Socorro              | LINEAR        |
| 201838 - | 2003 YM66              | 20 de desembre de 2003 | Socorro              | LINEAR        |
| 201839 - | 2003 YH72              | 18 de desembre de 2003 | Socorro              | LINEAR        |
| 201840 - | 2003 YW74              | 18 de desembre de 2003 | Socorro              | LINEAR        |
| 201841 - | 2003 YV78              | 18 de desembre de 2003 | Socorro              | LINEAR        |
| 201842 - | 2003 YS80              | 18 de desembre de 2003 | Socorro              | LINEAR        |
| 201843 - | 2003 YK81              | 18 de desembre de 2003 | Socorro              | LINEAR        |
| 201844 - | 2003 YW82              | 18 de desembre de 2003 | Kitt Peak            | Spacewatch    |
| 201845 - | 2003 YB85              | 19 de desembre de 2003 | Socorro              | LINEAR        |
| 201846 - | 2003 YM87              | 19 de desembre de 2003 | Socorro              | LINEAR        |
| 201847 - | 2003 YB88              | 19 de desembre de 2003 | Socorro              | LINEAR        |
| 201848 - | 2003 YR90              | 20 de desembre de 2003 | Socorro              | LINEAR        |
| 201849 - | 2003 YF91              | 20 de desembre de 2003 | Socorro              | LINEAR        |
| 201850 - | 2003 YJ92              | 21 de desembre de 2003 | Catalina             | CSS           |
| 201851 - | 2003 YJ98              | 19 de desembre de 2003 | Socorro              | LINEAR        |
| 201852 - | 2003 YV98              | 19 de desembre de 2003 | Socorro              | LINEAR        |
| 201853 - | 2003 YJ105             | 22 de desembre de 2003 | Socorro              | LINEAR        |
| 201854 - | 2003 YU106             | 22 de desembre de 2003 | Catalina             | CSS           |
| 201855 - | 2003 YW116             | 27 de desembre de 2003 | Socorro              | LINEAR        |
| 201856 - | 2003 YF118             | 28 de desembre de 2003 | Socorro              | LINEAR        |
| 201857 - | 2003 YS126             | 27 de desembre de 2003 | Socorro              | LINEAR        |
| 201858 - | 2003 YW129             | 27 de desembre de 2003 | Socorro              | LINEAR        |
| 201859 - | 2003 YJ130             | 28 de desembre de 2003 | Socorro              | LINEAR        |
| 201860 - | 2003 YP130             | 28 de desembre de 2003 | Socorro              | LINEAR        |
| 201861 - | 2003 YD132             | 28 de desembre de 2003 | Socorro              | LINEAR        |
| 201862 - | 2003 YR133             | 28 de desembre de 2003 | Socorro              | LINEAR        |
| 201863 - | 2003 YB134             | 28 de desembre de 2003 | Socorro              | LINEAR        |
| 201864 - | 2003 YY140             | 28 de desembre de 2003 | Socorro              | LINEAR        |
| 201865 - | 2003 YU143             | 28 de desembre de 2003 | Socorro              | LINEAR        |
| 201866 - | 2003 YV145             | 28 de desembre de 2003 | Socorro              | LINEAR        |
| 201867 - | 2003 YS146             | 28 de desembre de 2003 | Socorro              | LINEAR        |
| 201868 - | 2003 YP148             | 29 de desembre de 2003 | Catalina             | CSS           |
| 201869 - | 2003 YU150             | 29 de desembre de 2003 | Catalina             | CSS           |
| 201870 - | 2003 YG153             | 29 de desembre de 2003 | Socorro              | LINEAR        |
| 201871 - | 2003 YN154             | 29 de desembre de 2003 | Socorro              | LINEAR        |
| 201872 - | 2003 YE161             | 17 de desembre de 2003 | Kitt Peak            | Spacewatch    |
| 201873 - | 2003 YU162             | 17 de desembre de 2003 | Socorro              | LINEAR        |
| 201874 - | 2003 YV166             | 17 de desembre de 2003 | Kitt Peak            | Spacewatch    |
| 201875 - | 2003 YY168             | 18 de desembre de 2003 | Socorro              | LINEAR        |
| 201876 - | 2003 YB171             | 18 de desembre de 2003 | Kitt Peak            | Spacewatch    |
| 201877 - | 2003 YT175             | 22 de desembre de 2003 | Palomar              | NEAT          |
| 201878 - | 2003 YF180             | 17 de desembre de 2003 | Socorro              | LINEAR        |
| 201879 - | 2004 AC1               | 5 de gener de 2004     | Socorro              | LINEAR        |
| 201880 - | 2004 AP2               | 13 de gener de 2004    | Anderson Mesa        | LONEOS        |
| 201881 - | 2004 AA4               | 13 de gener de 2004    | Anderson Mesa        | LONEOS        |
| 201882 - | 2004 AC7               | 13 de gener de 2004    | Palomar              | NEAT          |
| 201883 - | 2004 AX7               | 13 de gener de 2004    | Anderson Mesa        | LONEOS        |
| 201884 - | 2004 AU9               | 15 de gener de 2004    | Kitt Peak            | Spacewatch    |
| 201885 - | 2004 AN10              | 13 de gener de 2004    | Anderson Mesa        | LONEOS        |
| 201886 - | 2004 AW12              | 13 de gener de 2004    | Kitt Peak            | Spacewatch    |
| 201887 - | 2004 AD14              | 13 de gener de 2004    | Kitt Peak            | Spacewatch    |
| 201888 - | 2004 BB2               | 16 de gener de 2004    | Palomar              | NEAT          |
| 201889 - | 2004 BM9               | 16 de gener de 2004    | Palomar              | NEAT          |
| 201890 - | 2004 BB13              | 17 de gener de 2004    | Palomar              | NEAT          |
| 201891 - | 2004 BG14              | 17 de gener de 2004    | Palomar              | NEAT          |
| 201892 - | 2004 BK16              | 18 de gener de 2004    | Palomar              | NEAT          |
| 201893 - | 2004 BR17              | 18 de gener de 2004    | Catalina             | CSS           |
| 201894 - | 2004 BT18              | 18 de gener de 2004    | Kitt Peak            | Spacewatch    |
| 201895 - | 2004 BK19              | 17 de gener de 2004    | Palomar              | NEAT          |
| 201896 - | 2004 BX25              | 20 de gener de 2004    | Socorro              | LINEAR        |
| 201897 - | 2004 BG33              | 19 de gener de 2004    | Kitt Peak            | Spacewatch    |
| 201898 - | 2004 BN33              | 19 de gener de 2004    | Kitt Peak            | Spacewatch    |
| 201899 - | 2004 BD47              | 21 de gener de 2004    | Socorro              | LINEAR        |
| 201900 - | 2004 BR56              | 23 de gener de 2004    | Anderson Mesa        | LONEOS        |